# Доњи Краји
Доњи Краји (лат. Partes inferiores, мађ. Alföld) или Доњи крајеви, историјска су област која је настала у средњем вијеку као посебна управна цјелина бановине Босне. Обухватала је већи дио простора између ријеке Врбаса на истоку, Уне на западу и Саве на сјеверу. Доњи Краји се у историјским изворима први пут помињу 1244. године у повељи угарског краља Беле IV, заједно са областима Усора и Соли. Новији називи овог простора Крајина и Босанска Крајина потичу управо од назива средњовијековне области Доњи Краји.
Угарски краљ Бела IV повељом 1244. године даје дозволу босанском епископу да сакупља десетину у Усори, Солима и Доњим Крајима. У то вријеме Босном влада бан Матеј Нинослав, а претпоставља се да је прије њега Доњим Крајима, као једном од четири земље босанске владао Бан Кулин. Матеја Нинослава је наслиједио бан Пријезда I који је био принуђен да призна врховну власт угарског краља Беле IV, који је тада формирао бановине Соли и Усора. Повељом из 1287, Пријезда I уступа цијелу жупу Земуник свом зету, најстаријем сину славонског бана Стјепана Бабонића. Тако крајем 13. вијека дијелови Доњих Краја долазе у посјед породице Бабонића.
Кнез Хрватин Стјепанић, родоначелник властелинске породице Хрватинића, је веома рано признао далматинско-хрватског бана Павла I Шубића за свог господара и тиме му помогао да се учврсти у Босни. То му је омогућило да прошири власт своје поридице на област Доњих Краја и да добије титулу кнеза Доњих Краја босанске земље. Његови синови Вукослав, Павле и Вукац, слично као и он неколико година раније, добро процјењују ситуацију и признају Стјепана II Котроманића за бана Босне, што им је омогућило да завладају и жупама Земуник и Врбања. Средином 14. вијека утицај Хрватинића опада, а Доњи Краји престају бити административна јединица Бановине Босне. Титула и функција кнеза земље Доњи Краји је обновљена тек након Твртковог крунисања за краља. Тада великог војводу Вукца Хрватинића насљеђује његов син Хрвоје Вукчић Хрватинић.
Хрвоје је постао један од најмоћнијих властелина у Босни. Након смрти угарског краља Лајоша I Анжујског учествовао је у динстичким сукобима помогавши Ладиславу Напуљском да се прогласи за краља. За то је био награђен великим територијалним проширењима своје области и титулом херцега Сплита, вицекраља Далмације и Хрватске, великог бана Врбаске бановине и кнеза Доњих Краја. Жигмунд Луксембуршки, други претендент на угарски престо, је успио потиснути Ладислава Напуљског и завладати читавом Угарском. Након тога је Хрвојев утицај почео постепено да слаби, а пошто је дошао у сукоб и са Сандаљем Хранићем којег је подржао Жигмунд, обратио се Турцима за помоћ и позвао их у Босну 1415. године. Хрвоје је умро 1416. године, послије чега се њеогова област брзо распала, а највећим дијелом Доњих Краја је владао његов синовац Јурај Војсалић.
Након пада Краљевине Босне под турску власт, угарски краљ Матија Корвин је крајем 1464. године заузео сјеверну Босну и на простору Доњих Краја основао Јајачку бановину, која се одржала све до 1527. или 1528. године. Бановина је обухватала готово читаву област Доњи Краји, осим жупе Ускопље, која је била под турском влашћу. Падом Јајачке бановине, област је ушла у састав Босанског санџака.

## Историја

### Рани средњи век
Назив „Босна“ по први пут срећемо у делу Константина VII Порфирогенита, De administrando imperio (Спис о народима). Дело је писано између 948. и 952. године. Порфирогенит пише да су се од седам насељених градова у унутрашњости, два, Котор и Десник, налазила у саставу Босне. Босна је тада представљала само географски појам обухватајући долину истоимене реке. Салинес, који се изедначава са средњовековним Солијем, односно данашњом Тузлом, није припадао првобитној Босни. Поргирогенит 32. поглавље свог дела, у коме је описана најстарија историја Срба, завршава доласком на власт кнеза Часлава. Часлав је био савременик Порфирогенита. Могуће да је као завршни догађај Порфирогенит одредио смрт бугарског цара Симеона. Крај Часлављеве владавине познат је само по легендарним казивањима у Барском родослову (Летопису попа Дукљанина). У Босну је продро мађарски кнез Киз пљачкајући и пустошећи земљу. Часлав га је поразио у дринској жупи. Киз је погинуо у бици. Жељни освете, Мађари су покренули нов поход. Овога пута борбе су вођене у сремској области, у равницама јужно од Саве. У изненадном ноћном нападу Часлав је заробљен. По наговору удовице претходног мађарског главара, удављен је у Сави. Са Чаславом се прекида низ познатих владара из најстарије српске династије, али не због тога што је она изумрла већ због тога што о њој нема вести. Оно што се у Летопису казује о наводним Часлављевим наследницима фантастично је и не одговара општим приликама тога времена.
У изворима се наводи да је хрватски краљ Михаило Крешимир II око 969. године опљачкао жупе Ускопље, Пливу и Луку. Поменуте жупе су језгро из којег ће се развити „земља“ Доњи Краји. 
Босна је крајем 10. века ушла у састав државе македонског цара Самуила, потом Византијског царства под Василијем II, а касније и у састав Дукље под краљем Константином Бодином. До 1138. године Босна је ушла у састав Угарског краљевства. Први по имену познати владар Босне је Борић кога помиње Јован Кинам у својој хроници описујући Византијско-угарски рат средином 12. века. Борић се борио на страни Угара приликом опсаде Браничева 1154. године. Босански бан погинуо је у сукобима око угарског престола. Сукобе је историостио Манојло да својој власти потчини јужне делове Угарског краљевства, укључујући и Босну. Име бана Кулина по први пут се помиње 1180. године. Био је вазал византијског цара у чијој титулатури се нашла и Босна.

### Настанак Доњих Краја
Главни извор за проучавање босанске историје крајем 12. и почетком 13. века јесте повеља угарског краља Беле IV. Њоме је угарски краљ дао дозволу епископима Босанске дијецезе са центром у Ђакову да прикупљају десетину у Усори, Солију и Доњим Крајима. Истом повељом краљ је потврдио поседе које је бан Матеј Нинослав даровао дијецези. Повеља краља Беле први је документ у коме се помињу Доњи Краји. Држава Матеје Нинослава обухватала је готово исте територије као држава Кулина. Земље Усора и Соли формиране су најкасније до 1225. године, а вероватно већ током Кулинове владавине. У то време треба сместити и настанак земље Доњи Краји.
О постојању више земаља у Матејиној држави сведочи и његова повеља издата Дубровчанима 1240. године. Бан гарантује дубровачким трговцима сигурност у земљама којима су владали бан и његови синови. У повељи из 1249. године се као сведоци наводе казнаци Грдомил, Семијан и Белхан. Судећи по редоследу набрајања, Грдомил је био главни, велики казнац, задужен за убирање прихода у земљи Босни. Остала два казнаца су свакако прикупљали приходе у преостале две земље: Усором (са Солијем) и Доњим Крајима.
Из времена владавине бана Пријезде (око 1250 — око 1287) имамо више података о Доњим Крајима. Још на почетку владавине Пријезда је морао признати Белино заузимање земаља Усоре и Соли и формирање бановине на челу са Ростиславом Михаиловићем. Угарски краљ му је даровао жупу Новаке у Славонији. Писмо угарског краља папи Иноћентију IV указује на могући рат који је 1253. године вођен између Беле и Пријезде. Под влашћу босанског бана остале су земље Босна и Доњи Краји, а ширење ка северу је онемогућено. Повељом из 1287. године бан Пријезда је, заједно са синовима, Стефаном, Вуком и Пријездом, даровао целу жупу Земуник своме зету, најстаријем сину Стефана Бабонића, славонског бана. Ова великашка породица владала је територијама јужно од Саве, непосредно уз границу са Босном. Радослав Бабонић је као зет босанског бана управљао жупама Глаж, Врбас и Сана у Доњим Крајима. Из текста повеље видимо да је ово била баштина бана Пријезде; он ју је добио од својих претходника. Присуствовање Пријездиних синова било је обавезно, будући да се њима одузимао део наслеђа. Породица Бабонић је до 1314. године управљала и жупом Врбањом у Доњим Крајима као и над појединим жупама у Усори. Првобитна територија земље Доњи Краји се са жупа Ускопље, Пливе и Луке проширила низ Врбас обухватајући жупе Земуник и Врбањ.
Стефан I Котроманић (око 1290 — 1310) је у почетним годинама своје владавине делио власт са братом Пријездом. Уживао је подршку сремског краља Драгутина Немањића са чијом ћерком је био ожењен. Драгутин је од угарске краљице Јелисавете добио на управу Мачванску бановину и бановину Усору и Соли (1284) те се његова територија простирала приближно од ушћа Колубаре до ушћа Врбаса. Држава Стефана Котроманића нашла се крајем 13. века на удару брибирских кнезова из породице Шубић. Глава породице био је Павле I Шубић. Драгутин је у то време био ангажован у рату са братом Милутином, српским краљем. Павле је 1299. године узео титулу господара Босне постављајући на бански престо брата Младена I. Стефан је потиснут до Дрине где се задржао до своје смрти 1310. године. Босанска властела одбила је да призна његовог сина Стефана II за бана те се Јелисавета морала склонити у Дубровник. Након погибије Младена I у сукобу са босанским јеретицима, на бански престо се попео његов сестрић Младен II (1304-1322).

### Хрватинићи
У време бана Пријезде у Доњим Крајима уздиже се властеосла породица чији је родоначелник Стјепан (умро пре 1299). Стјепан је први познати припадник великашке породице која по његовом сину носи име Хрватинићи. Хрватин Стјепанић (око 1299 — око 1315) је успео да се уздигне у ред крупне властеле. Хрватин је признао вазалан однос према Шубићима те је успео да се прошири на територију читаве земље Доњих Краја. Карло II и Павле Шубић га у исправама од 1299. до 1305. године називају „кнезом Доњих Краја“. Хрватин је имао и браћу чија нам имена нису позната. Могуће је да је један од њих Гргур Стјепанић који ће се истаћи у наредном периоду. Баштенски поседи Хрватинића били су у жупи Лушци. Поред ове, Хрватин је држао и жупу Бањицу. Његова власт над овим жупама потврђена је у историјским изворима, док се власт над осталим жупама претпоставља.
Хрватин је имао тројицу синова, Вукослава, Павла и Вукца. Као што је Хрватин подршком Шубићима обезбедио власт над Лушцима и Бањицом, тако су и његови синови у право време променили страну. У сукобу Карла Роберта и Стефана II Котроманића са једне и Младена II Шубића са друге стране, Хрватинићи су подржали Котроманиће. Мавро Орбин пише да је Стефан Котроманић још приликом свог боравка у Дубровнику преговарао са властелом око повратка на очев престо. Уз помоћ угарског краља, Стефан је на власт дошао 1322. године.
Стефан II Котроманић (1322-1353) је окупио све босанске земље под својом влашћу, најпре земљу Босну, а потом и Усору и Соли (као бан се појављује у документу из 1323. године што је доказ да Драгутинов наследник Владислав није владао овим територијама). Од Хрватинића му је најпре пришао Павле Хрватинић који се у Стефановој повељи помиње већ 1323. године. Владао је жупом Земуник и тамо је имао свог казнаца и дијака. Стефан Котроманић, међутим, није желео да титулу кнеза Доњих Краја да ниједном од Хрватинића већ је са сваким успоставио посебне односе. Најстарији Хрватинов син, Вукослав, издао је 1325. године повељу као „кнез кључки“. Поред Кључа, Стефан му је повељом из 1326. године даровао жупе Врбању и град Котор (Котор Варош). Вукослав је добио судски и управни имунитет у својим областима, а Стефану је дуговао само војну службу. Повељом из 1329. године Стефан је Вукославу потврдио одредбе прве повеље пред представницима цркве босанске.
Трећи Хрватинов син, Вукац, владао је у жупи Врбање са Котором. Такође је уживао управни и судски имунитет. Породици Хрватинића је могуће припадао и Гргур Стјепанић који се 1330. године нашао на бугарском двору где је, као представник босанског двора, успешно окончао преговоре око склапања брака између бана Стефана и бугарске принцезе.
Цепање породице Хрватинића на гране нарочито је изражено у последњој повељи бана Стефана из 1351. године којом Павлу и Вуку, наследницима кнеза Вукослава, потврђује баштинске поседе. Град Кључ је припао трећем сину, Влатку Вукославићу. Поред Вукославића, касније су своја права над Бањицом истакли и Павловићи (синови кнеза Павла) као и Влатко Вукославић. Власт бана Стефана осећала се у жупама које нису дате Хрватинићима на управу (Ускопље, Плива, Лука, Лушци).
Прве године владавине Твртка I Котроманића (1353-1391) обележило је савладарство свих чланова породице. Влатку Вукославићу су повељу из 1356. године потписали Твртко, његов отац, мајка и брат. Угарски краљ Лајош I (1342-1382) наставио је политику учвршћења централне власти који је спроводио његов отац. На почетку владавине је од Твртка узео територије између Цетине и Неретве (Хумска земља) потврдивши му, за узврат, власт над Усором и Соли. Успео је својој власти потчинити и део Доњих Краја. Наиме, синови кнеза Павла, Гргур и Владислав, заједно са Гргуром Стјепанићем, понудили су угарском краљу верну службу. Њихови поседи су 1357. године изузети из власти босанског бана.
Град Гребен нашао се у Лајошевим рукама, али је тамо кратко остао — до 1374. године када га је угарски краљ предао Будиславу и Гргуру, синовима кнеза Гргура Курјаковића. Павловићи су добили неке жупе у Угарској, а ова лоза Хрватинића угасила се 1470. године.
Влатко Вукославић, који је остао веран бану Твртку, добија од њега гаранције да неће одговарати за неверство свога рођака. Ово је веома значајан податак јер говори о постојању реалне опасности да читав род одговара за једног свог члана. Овде видимо да је дошло до преласка са колективне на индивидуалну одговорност. Такву промену је неколико година раније забележио и српски цар Душан у свом Законику из 1349. године (чл. 52). Уобичајена казна за неверу, која је била резерват владаревог суда, је конфискација имовине, а често и смрт.
Упркос великом проширењу на Хум, жупу Земуник и град Гламоч, Лајош је 1363. године покренуо рат против Твртка са циљем заузимања нових територија. Оправдање је поново нашао у сукобу са јеретицима. Ратне операције вођене су углавном на простору земаља Соли и Усоре. Поход угарског краља завршен је неуспехом, али је Лајош својој врховној власти потчинио Влатка Вукославића. Влатко прелази на страну угарског краља и уступа му Кључ у замену за неке територије у Угарској. Од Хрватинића је једино грана Вукца Хрватинића остала верна босанском бану. Твртко је Вукцу доделио јако утврђење Сокол у Усори. У саставу државе кнеза Вукца била је 1373. године и жупа Трибова у долини Црне Ријеке, у близини Мркоњић Града. Вукац је отприлике у то време добио титулу великог војводе босанског. По последњи пут у изворима, син Хрватина се помиње 1378. године. Краљ Твртко је две године касније издао повељу којом његовом најстаријем сину Хрвоју дарује војводство његовог оца. Саветујући се са властелом, бан је утврдио да је Хрвоје достојан да наследи свога оца. Хрвоје је од Твртка добио титулу „војводе Доњих Краја“. За разлику од свог претходника који је избегавао да власт у читавој земљи Доњи Краји стави у руке једног Хрватинића, Твртко је обновио ову владарску титулу која се последњи пут у изворима јавила 1299. године.

### Доњи Краји под Хрвојем Вукчићем
Поред Хрвоја, Вукац је имао још тројицу синова, Војислава, Вука и Драгишу, као и три ћерке, Вучицу, Ресу и ћерку непознатог имена удату за члана породице Златоносовић из Усоре. Није познато да ли су наследници војводе Вукца владали његовом државом као недељивом баштином или је свако добио свој део на управу. Вук Вукчић је управљао Гребеном у жупи Земунику од 1385. године. У грађанском рату у Угарској подржавао је Жигмунда Луксембуршког. Умро је после 1397. године. Војислав Вукчић је следио политику свога брата пратећи га у војним и дипломатским походима. Од Војислава је потекла споредна грана Хрватинића — Војсалићи. Војсалићи ће опстати дуже од свих града Хрватинића. Овај огранак угасио се смрћу Матије Војсалића осамдесетих година 15. века. Драгиша Вукчић је био кнез Глажа. Оснивач је огранка Драгишића.
Ипак, од синова војводе Вукца највише се истакао Хрвоје Вукчић. Он је уједно и најпознатији припадник породице Хрватинића, први и највећи обласни господар у средњовековној Босни. Активно је учествовао у грађанском рату у Угарској стајући на страну Анжујске династије. У првим годинама рата иступао је заједно са Иванишом Хорватом који, међутим, гине 1394. године у бици код Добора. У име краља Твртка водио је преговоре са далматинским градовима 1388. године. Након Тврткове смрти (март 1391), Хрвоје је најмоћнија личност у Босни. У преговоре са Ладиславом Напуљским Хрвоје је ступио 1391. године. Хрвоја и његовог брата Вука Ладислав је уздигао за банове Хрватске и Далмације. У наредним годинама Хрвоје се бори са Турцима који након Косовске битке продиру у Босну.
Уз Хрвојеву помоћ на бански престо дошао је 1398. године краљ Остоја. Жигмунд је провалио у Доње Краје, али га је Хрвојева војска потисла. На врхунцу моћи Хрвоје се налазио крајем 1403. године. Ладислав Напуљски доделио му је титулу херцега сплитског дарујући му острва Брач, Хвар и Корчулу. Тиме је постао највећи Жигмундов противник у Босни.
Жигмунд 1407. године предводи угарску војску у нападу на Доње Краје, али је заустављен. До преокрета је дошло након велике Жигмундове победе у бици код Добора (1408). Хрвоје није лично учествовао у победи, али га је катастрофа босанске војске навела да се измири са угарским краљем. Тиме је изгубио све повластице које је добио од Ладислава и његова моћ опада. Хрвоје је 1413. године изгубио подршку и од угарског краља те је у Босну довео Турке. Резултат је битка код Добоја (1415) у којој Хрвојева и турска војска односе победу над коалицијом босанске властеле и угарских одреда. Хрвојева власт у западној Босни постала је неограничена, али само накратко. Умро је почетком 1416. године. Његова удовица Јелена касније се преудала за босанског краља Остоју.

### Хрвојеви наследници
Хрвоје је иза себе оставио сина Балшу, рођеног у првом браку. Балша је носио титулу кнеза Доњих Краја, али је умро такође 1416. године. Није имао мушких потомака те власт над Доњим Крајима преузима Хрвојев сестрић Јурај, син Војислава Вукчића. Јурај се по први пут помиње у записнику рада дубровачког већа из 1417. године. Срећемо га две године касније у повељи Стефана Остојића у којој се јавља као сведок Доњих Краја са кнежевском титулом. Од 1421. године носи титулу војводе. Наредних тринаест година се не појављује у изворима. Следећи помен Јураја је из 1434. године када је у грађанском рату подржао босанског краља Твртка II против Сандаља Хранића. У повељи коју је донео 12. августа исте године забележена су и имена његових синова: Петра и Јурја. Јурај је умро после 1438. године. Наследио га је син Петар. Владавина Петра обележена је добрим везама између Доњих Краја и папске курије. Папа је неколико пута узимао војводу Доњих Краја у заштиту истичући да је он једини међу шизматичком босанском властелом који је задржао праву веру. Активно је подржавао Владислава Херцеговића у борби против Стефана Вукчића. Петар се као жив последњи пут помиње у млетачком документу из 1456. године.

### Доњи Краји у саставу Јајачке бановине
Босна је под власт Турака пала 1463. године. Последњи краљ, Стефан Томашевић, ухваћен је у Кључу, на реци Сани. Међутим, угарски краљ Матија Корвин реаговао је на продор Турака. Покренуо је војску која је исте године заузела северне делове Босне, односно Доње Краје. Матија Корвин је основао бановину са седиштем у Јајцу. Територија Јајачке бановине се у највећој мери поклапала са Доњим Крајима, сем Ускопља које је од 1465. године под Турцима. Поред Јајачке, Матија је формирао и Сребреничку бановину у коју су улазили делови Усоре и Солија. У Доњим Крајима је поред Јајца освојио још 27 тврђава. Матија Корвин је власт над двема бановинама доделио Емерику Запољском, а 1471. године је као босанског краља поставио Николу Илочког. Турци су, са друге стране, 1465. године основали марионетску Босанску краљевину стављајући на престо најпре Матију Шабанчића, сина Радивоја Остојића, а од 1471. године краљ је био Матија Војсалић. Матија Војсалић је био брат или син Петра Војсалића. Војсалић је 1476. године повео преговоре са угарским краљем што је резултирало његовим збацивањем са власти. Краткотрајна Босанска краљевина престала је да постоји. Турци су у Доњим Крајима држали Ускопље и Ливно одакле су предузимали походе на угарске територије. Већ 1491. године Турци заузимају Винац и приближавају се на десетак километра од Јајца. У наредним деценијама Турци све више стежу обруч око Јајца. Сребреничка бановина пала је до 1520. године. Турци врше притисак на Јајачку бановину и са истока. Крај постојања Јајачке бановине означила је Мохачка битка 1526. године. Јајце је пало почетком 1528. године.

## Историјска географија
Земља Доњи Краји обухватала је слив Сане и Врбаса. Највећим делом је припадала планинско-котлинској области у пределу динарске Босне. Мањим делом се спуштала у јужнопанонску област и део северне Босне. У историјској науци није прецизно утврђено од којих жупа се састојала земља Доњи Краји. Вјекослав Клаић је први донео списак жупа Доњих Краја: Плива, Лука, Земљаник, Глаж, Мрин, Врбас, Сана и Дубица. Клаић наводи да се Јајце налазило у жупи Пливи што се не слаже са картама Милоша Благојевића који Јајце смешта у Луку. Мрин као територијално-управна јединица никада није ни постојала, већ је само могла да обухвата управно подручје града. Клаићеве податке допунио је Фердо Шишић уводећи своје допуне, у ствари нове грешке; од погрешног писања имена жупе Земуник, до нетачног убифицирања жупе Глаж. У делу „Територијални развој босанске државе у средњем веку“, Владимир Ћоровић се држи мишљења Клаића, а у „Хисторији Босне“ се само дотиче овом земљом наводећи да се Доњи Краји налазе западно од Усоре, са жупама Врбањом, Бањицом и Земуником.

### Жупе
На основу археолошких података и географског положаја Доњих Краја, као жупе земље издвајају се: Ускопље, Плива, Лука, Трибова (Тријебово), Мел, Лушци, Бањица, Земуник и Врбања, а од времена Хрвоја Вукчића и жупе Сана, Глаж, Врбас, а накратко и Дубица. Пример жупе са само једним градом је Врбања у којој се налазио град Котор (Котор Варош). Села Кабле, Јакотина, Рапта и Подблизак налазила су се на десетак километара од Котора. У Луки су се до средине 15. века развила чак три града: Јајце, Језеро и Комотин.
Ускопље: је једна од средишњих жупа Доњих Краја. Обухвата горњи ток реке Врбас у дужини од шест дана јахања. Михаило Крешимир опљачкао је Ускопље у свом походу на Босну 969. године. Жупа се помиње и у Белиној повељи из 1244. године. У домаћим изворима Ускопље се помиње само у повељи Стефана Томаша из 1446. године. Према попису (почетак 16. века) Ускопље је имало 48 села са 477 кућа. Једно село је у просеку имало око 9 кућа.
Плива: помиње се у Барском родослову као једна од средишњих жупа Доњих Краја, уз Ускопље и Луку. Простирала се северозападно од Ускопља, са центром у граду Соколу. Бан Твртко је 1366. године град предао на управу Вукцу Хрватинићу. Обухватала је слив Јања и област Подгорија, предео у подножју Виторога и предео југоисточно од горњег тока Сане. Турци су заузели Сокол 1519. године.
Лука: након помена у Барском родослову, Лука се не помиње у изворима све до 1412. године када се помиње Милат Чучић као сведок једне од повеља Хрвоја Вукчића. Једини извор о насељима унутар Луке, на основу кога се утврђује и њена територија, јесте повеља Стефана Остоје свом стрицу Радивоју Остојићу из 1446. године. Милош Благојевић је, занемарујући податке из ове повеље, Јајце смештао у Пливу. Јајце, Језеро и Комотин налазили су се у саставу ове жупе. Јајце је било средиште угарске бановине чијим падом (1528) је окончана средњовековна историја Доњих Краја.
Трибова: центар касније нахије Трибово био је данашњи Мркоњић Град. Први пут се у изворима помиње 1373. године у вези са трговином робљем. Није познато где се тачно простирала ова жупа нити где јој је био центар. Истоимена нахија настала је 1563/4. године издвајањем из нахије Змијање.
Земуник: границе ове жупе изложене су у повељи бана Пријезде из 1287. године. На истоку се граничила са Врбањом, на југу са Луком и Трибовом. У саставу Земуника налазило се средњовековно утврђење на месту данашње Бања Луке. Бања Лука се, иначе, у изворима први пут јавља 1494. године, али је вероватно да се на овако значајном стратешком месту насеље налазило и много раније. Центар жупе налазио се на северу. Њему је Пријезда издао своју повељу. Од 1323. године град се налази под влашћу Павла Хрватинића. Милан Васић је жупу Земуник изједначавао са турском нахијом Змијање. Имала је укупно 23 села. У њеном саставу налазили су се и градови Гребен и Гламоч.
Врбања: први пут се ова жупа помиње 1326. године у повељи Стефана II Котроманића Вукославу Хрватинићу којом му дарује градове Кључ и Котор, са жупама Бањицом и Врбањом. Врбања се налазила источно од жупе Земуник. Жупско седиште био је Котор (данашњи Котор Варош). Котор је уједно био и једини град у жупи Врбањи. Утврђење је у средњем веку било познато и као Бобац.
Бањица: помиње се у повељи Вукослава Хрватинића селу Саници издатој између 1305. и 1315. године. Име жупе потиче од десте притоке Сане код чијег ушћа се налазило Љубиње и Бањица. Центар жупе, међутим, није било село Бањица већ град Кључ. Стефан Котроманић је 1323. године повељом даровао Кључ Хрватинићима. Вукослава је у Кључу наследио син Влатко који је 1366. године предао град угарском краљу Лајошу у замену за неке поседе у Угарској. Хрвоје Вукчић је Бањицу вратио под власт Хрватинића 1382. године. Она се помиње у повељи Стефана Томаша из 1446. године. Кључ је био једини град у Бањици, али су сачувани остаци многих утврђења.
Лушци: жупа Лушци простирала се северно од жупе Пливе, а јужно од Бањице тј. око изворишног тога Сане. Хрватинићи су се рано учврстили у овој жупи. Она се помиње у повељи Вукослава из 1305/15. године. Стефан Котроманић ју је поверио Вукославу. Жупа се помиње у Лајошевој повељи из 1366. године и у једној повељи босанског краља Стефана Дабише (1391-1395).
Сана: помиње се у Белиној исправи из 1244. године као жупа која уз Мренску, Дубичку и Врбаску чине земљу Доње Краје. Сански жупан Михаило помиње се 1258. године. Помиње се током владавина Хрватина Стјепанића, краља Остоје Котроманића и Хрвоја Вукчића. Под угарску власт дошла је 1413. године. У састав Османског царства ушла је 1499. године. Каменград је био једно од најважнијих турских насеља у Босни. Касније је формирана и Санска капетанија.
Врбас: жупа се простирала од реке Моштанице на западу до Саве на северу и Врбаса на истоку, а на југу до обронка Козаре и речице Црквене. Седиште жупе било је у Врбасу код данашњих Горњих Подградаца. У жупи Врбас се налазио и град Глаж који се први пут помиње 1285. године. Сведоци из Глажа наводе се у Хрвојевој повељи из 1412. године.
Дубица: жупа Дубица са центром у Дубици помиње се 1244. године у Белиној исправи. Жигмунд Луксембуршки је 1398. године напао Хрвојеву Дубицу, али је потиснут од босанске војске.

## Црквена организација
У црквеној преписци папске курије од 1187. до 1238. године Босна је, припадајући јурисдикцији Дубровачке надбискупије, наводи као „краљевство Србије које је Босна“. Доњи Краји не наводе се као поприште борби приликом продора угарског херцега Коломана у Босну (1238). У повељи краља Беле из 1244. године епископима се даје право да прикупљају десетак у Доњим Крајима. Помиње се црква Светог Јована у жупи Ускопље као и црква светог Козме и Дамјана у жупи Мел. Католичка црквена организација присутна је у Босни током владавине бана Кулина. Бан Матеј Нинослав се 1233. године жали папи како није у стању да се избори са босанским јеретицима којима подршку пружа и властела. Властели је сметала католичка црква као један од највећих земљопоседника у Босни.
Међу подацима о продаји робља у периоду од 1283. до 1300. године забележена су само два случаја трговине робљем у Доњим Крајима, сва три у Ускопљу. Међутим, у жупанијама Сани и Врбасу (које ће касније ући у састав Доњих Краја) забележено је чак 18 случајева. Ова чињеница указује на могућност да је становништво ових простора у великој мери било некрштено. Хрватин Стјепанић дошао је у сукоб са баном Младеном I јер је подржавао богумилску јерес. Приликом склапања примирја, он се одрекао подршке јеретицима. Током владавине Хрватинових синова нема података о постојању јеретичких средишта, жижа, у Доњим Крајима.
О црквеној организацији Доњих Краја најбоље сведочи писмо папе Гргура IX (3. фебруар 1373. година) које каже да „у земљи Босни живе скоро све шизматици и јеретици, сем оних који су Божјом милошћу преобраћени... такође на граници са Угарском, у месту Глаж помешано живе хришћани, јеретици и шизматици; тамо су уређене парохије и парохијски свештеници удаљени чак два или три дана“. Годину дана касније фрањевци су од папе добили дозволу да подигну своје манастире у долини Врбаса и Сане.
Од краја 15. века помињу се православни манастири Ступље чији су остаци пронађени 1994. године у Горњим Вијачанима, затим Детлак, југозападно од Дервенте и манастир Липље код данашњег Теслића. Близу граница Крбавске дијецезе изграђен је у 15. веку манастир Рмањ код Мартин Брода. Краљу Драгутину приписује се ктиторство православних манастира од Дрине на истоку до Врбаса на западу: Папраће, Тамне (Тавне), Ломнице (Ловнице), Гостовића (Удрима), Возуће и Липња.
Хрвоје Вукчић је успео да поврати неке територије које су раније биле у саставу Хрватинића (Гребен, Гламоч, Кључ), а које су касније прешле у руке краља Лајоша. Угарски краљ Жигмунд је 1391. године од папе добио благослов за рат, а његова војска опроштајнице, у рату против јеретика и шизматика. Изворна грађа не пружа довољно података о верској оријентацији Хрвоја Вукчића. Хвал, писац Хваловог зборника, био је припадник цркве босанске (Хвал крстјанин). Међутим, његово дело нема јеретичка обележја. Када се Жигмунд 1413. године окренуо против Хрвоја, херцег је послао писмо краљици Барбари у којој је моли да посредује код краља: „да не дозволи да у својој старости умрем у вери паганској и неверности јер сам тешко дочекао да се из паганске вере вратим у католичку веру“. Хрвоје је морао да промени верско опредељење када је завладао Сплитом, значајним црквеним центром, седиштем надбискупије.
Хрвојеве унуке, ћерке Балше (Катарина и Доротеја), биле су католикиње. Јурај Војсалић припадао је католичкој вери. Од папе Евгенија је 1437. године добио дозволу да подигне манастир са црквом Свете Богородице за босанске фраењевце, али није познато где га је подигао. Његовог наследника, Петра Војсалића, неколико пута срећемо у папским писмима. Папа наглашава да је Петар једини католички кнез на овим просторима што доказује да је Петар наставио политику свога оца ослањајући се на римокатоличку цркву.
Драгиша Вукчић, брат Хрвоја, се још 1393. године поклонио моштима светог Шимуна. Његов син и унуци (Иваниш, Марко, Јурај и Павле) носе хришћанска имена. Пред турско освајање, извори бележе постојање фрањевачких цркава у Јајцу. Највећа је била црква Свете Марије која је касније претворена у џамију и црква Свете Катарине коју је подигла босанска краљица Катарина, супруга Стефана Томаша.